# Boulevard périphérique de Caen
Le boulevard périphérique de Caen permet de contourner la ville de Caen par le Nord et par le Sud. Elle porte actuellement le nom de RN 814 et mesure 27,357 km.
La route reliant la RD 513 à hauteur du site de l'ancienne SMN à la RD 562 à Fleury-sur-Orne portait le nom de RN 513. La portion ouest de cette antenne de la RN 513 fait désormais partie intégrante du périphérique, la partie orientale est désormais la RD 403.

## Historique

### Ouverture progressive du périphérique (1969-1997)
L'idée de créer un boulevard urbain de contournement remonte à 1931 et au plan d'urbanisation « Danger » : il s'agit d'améliorer la circulation en organisant « la circulation périphérique par un boulevard reliant entre elles les voies radiales, de manière à constituer ainsi le réseau radioconcentrique ». 
Le projet est relancé au début des années 1960 avec le développement urbain de la ville. Le 30 novembre 1962, le conseil général du Calvados vote sa réalisation.
Le boulevard périphérique est ouvert par étapes en deux périodes bien distinctes :
- ouverture du périphérique nord :
  - 29 octobre 1969 : ouverture du premier tronçon entre la route de la Délivrande et la route de Ouistreham[4]
  - 13 décembre 1975 : ouverture du périphérique entre la route de Falaise et la route de la Délivrande[5].
  - 19 mai 1976 :  ouverture du périphérique nord entre la route de la Délivrande et le boulevard Weygand[6] (actuel boulevard Jean Moulin)
  - 31 juillet 1976 : prolongement du périphérique nord entre le boulevard Weygand (actuel boulevard Jean Moulin) et le Chemin Vert[7]
  - 28 août 1976 : jonction entre la sortie du Chemin-Vert et la RN13 (2 500 mètres)[8]
  - 8 janvier 1982 : ouverture de la section entre les routes de Cherbourg (RN13), au niveau de l'actuelle porte du Bessin, et de Bretagne (RN 175, actuellement A84)[note 1]
- ouverture du périphérique sud :
  - 18 mai 1992 : ouverture de la section entre les routes de Falaise (Ifs) et de Thury-Harcourt (Fleury-sur-Orne)
  - 30 septembre 1997 : bouclage du périphérique avec l'ouverture de la dernière section entre Fleury-sur-Orne et Bretteville-sur-Odon

### Évolutions ultérieures

#### Création du demi-échangeur à Fleury-sur-Orne
Afin de desservir le nouveau magasin ouvert à Fleury-sur-Orne en 2010, un demi-échangeur (no 11.1) est mis en service[Quand ?] sur le périphérique sud.

#### Création de la sortie Hamelin
Les travaux de la bretelle « Hamelin » commencent le 15 avril 2021 avec les aménagements sur la RD60. La construction de la bretelle proprement dit est effectuée au second semestre 2021; elle est mise en service le 27 juillet 2022.

#### Création de l'échangeur des pépinières
Créé entre les sorties no 9 Porte de Bretagne et no 8 Bessin, cette sortie doit desservir les quartiers ouest de l'agglomération et le quartier Koenig, ancienne caserne en cours de réaménagement. Les travaux devaient démarrer au mois de juin 2021 avec un an de retard sur le calendrier prévu. Mais ceux-ci sont à nouveau retardés à la fin de l'année 2021.  La fin des travaux est prévue pour juin 2023. Trois des quatre bretelles sont ouvertes le 31 juillet 2023. La quatrième est ouverte le 17 octobre de la même année. L'échangeur complet est officiellement inauguré le 28 novembre 2023. La nouvelle sortie sera reliée au boulevard Pompidou par le « boulevard des Pépinières » long de 1,6 km.  Ce boulevard devrait ouvrir à la circulation mi-2025.

## Caractéristiques
Le périphérique mesure 27,357 km. Il était éclairé par 1 667 lampadaires. Depuis le 26 avril 2015, le périphérique n'est plus éclairé la nuit sauf sur le viaduc de Calix et les échangeurs du Bessin et de la porte de Paris.
La vitesse est limitée suivant les portions :
- à 70 km/h sur le viaduc de Calix
- à  90 km/h entre les échangeurs du Bessin et la Porte d'Angleterre puis de Montalivet à l'échangeur de la Suisse Normande[note 2]
- à 110 km/h entre les échangeurs de la Suisse Normande et du Bessin.

## Échangeurs
- 1 Porte de Paris  Échangeur entre  A13 et RN814 : Paris, Rouen, Le Havre, Deauville, Mondeville et Giberville
- 2 Presqu'île - Rives de l'Orne (anciennement dénommé Montalivet) : Mondeville, Cabourg, Colombelles et Caen (gare SNCF) ; route de la Côte Fleurie
- Viaduc de Calix qui enjambe l'Orne, le canal de Caen à la mer et la voie ferrée de desserte du port de Caen-Ouistreham
- 3 Porte d'Angleterre  Échangeur entre RD515 (ancienne RN814a) et RN814: Hérouville-Saint-Clair, Ouistreham (liaison ferry vers Portsmouth) et Caen (CHR, Saint-Jean-Eudes)
- 4 Pierre Heuzé : Hérouville-Saint-Clair et Caen (Pierre Heuzé)
- 4.1 Hamelin : Hérouville-Saint-Clair, Caen (plateau nord), Biéville-Beuville et Lion-sur-Mer
- 5 Côte de Nacre : Epron, Douvres-la-Délivrande, Courseulles-sur-Mer par la route de la Côte de Nacre et Caen (CHU, campus 2 ; 4 ; 5, Calvaire Saint-Pierre)
- 6 Vallée des Jardins : Saint-Contest (Mâlon) et Caen (Vallée des Jardins et La Folie Couvrechef - Mémorial)
- 7 Chemin Vert : Saint-Contest (bourg), Creully, Arromanches, Saint-Germain-la-Blanche-Herbe et Caen (Chemin vert et La Maladrerie)
- 8 Bessin  Échangeur entre RN13 et RN814 : Cherbourg, Carpiquet (bourg et aéroport de Caen-Carpiquet) et Bayeux
- Pont qui enjambe la ligne de Mantes-la-Jolie à Cherbourg
- 8.1 Pépinières : Carpiquet (aéroport de Caen-Carpiquet), parc d'attractions (Festyland), Bretteville-sur-Odon, quartier Koenig
- 9 Porte de Bretagne  Échangeur entre  A84 et RN814 : Rennes, Le Mont-Saint-Michel, Saint-Lô, Vire, Bretteville-sur-Odon, Verson et Caen (Venoix)
- Pont qui enjambe l'Odon
- 10 Éterville : Louvigny, Evrecy et Caen (la Prairie - Zénith de Caen - Parc des expositions)
- Pont qui enjambe l'Orne
- Pont qui enjambe l'ancienne ligne de Caen à Cerisy-Belle-Étoile
- 11 Suisse Normande : Fleury-sur-Orne, Saint-Martin-de-Fontenay, Thury-Harcourt, Suisse Normande, Condé-sur-Noireau, Flers, Laval (RD562, ancienne RN162)
- 11.1 Parc d'activité de Fleury-sur-Orne: parc d'activités de Fleury-sur-Orne et magasin Ikéa, Ifs (uniquement sortie sur le périphérique intérieure et entrée sur le périphérique extérieur)
- 12 Ifs : Ifs, campus 3
- 13 Porte d'Espagne  Échangeur entre RN158 (future  A88) et RN814 : Le Mans, Alençon, Ifs, Falaise
- 14 Cormelles : Cormelles-le-Royal et Soliers
- 15 Vallée Sèche : zones industrielles
- Pont de la ligne de Mantes-la-Jolie à Cherbourg enjambant le boulevard périphérique
- 16 Pays d'Auge : Lisieux, Évreux (RD613, ancienne RN13), Mondeville (zone commerciale) et Caen (Demi-Lune)
- 1 Porte de Paris  Échangeur entre  A13 et RN814: Paris, Rouen, Le Havre, Deauville, Mondeville et Giberville

## Trafic

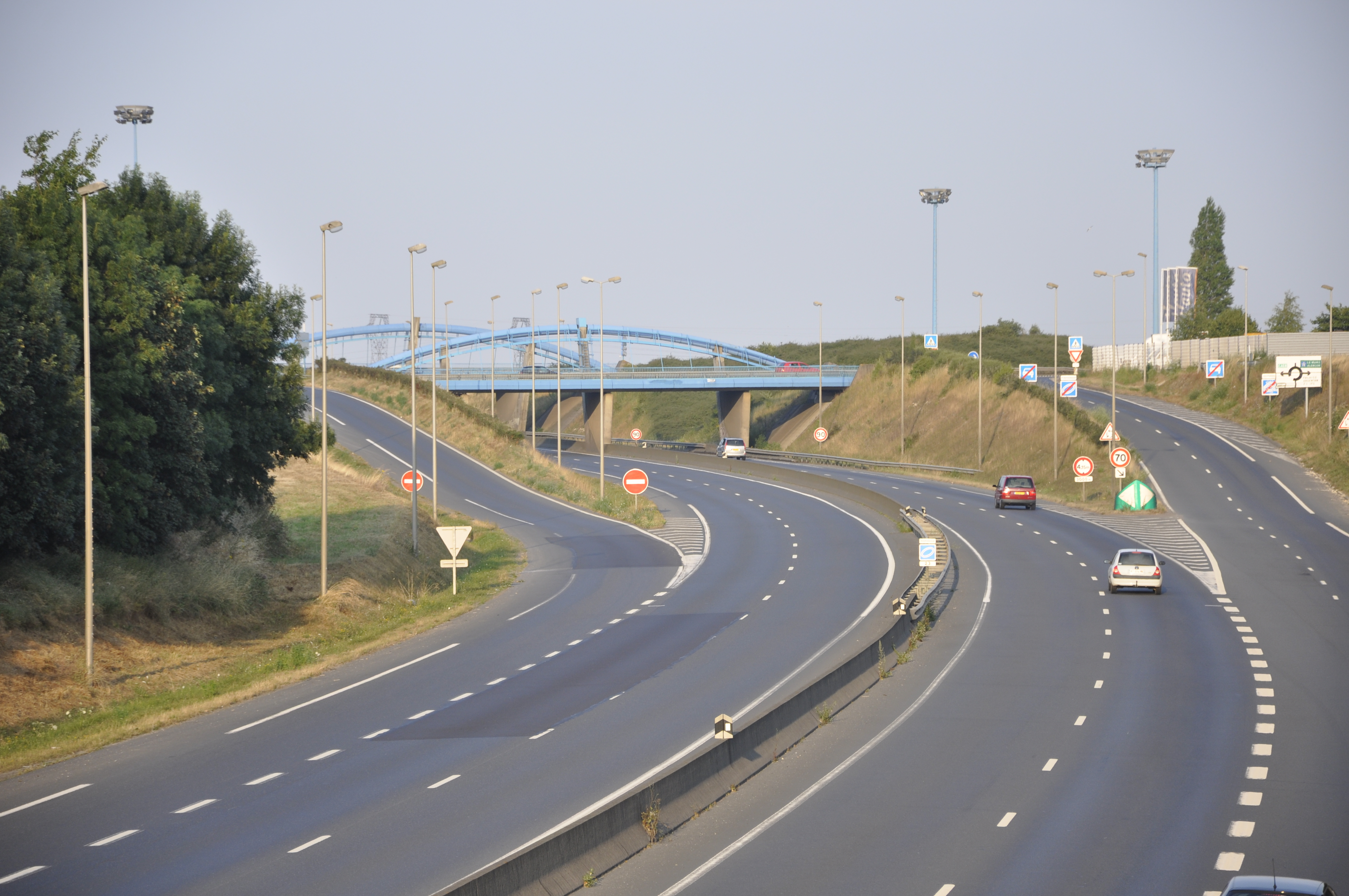
La porte d'Espagne.

Le seuil de saturation du périphérique est fixé à 77 000 véhicules par jour. En moyenne, il en circule 80 000. 
Certains secteurs sont plus chargés que d'autres:
- porte de Paris : 89 000 véhicules par jour
- viaduc de Calix : 81 000 véhicules par jour
- Ifs : 65 000 véhicules par jour

La saturation de la partie nord du périphérique a incité les pouvoirs publics à programmer des travaux afin d'améliorer la fluidité du trafic. Ainsi des voies d’entrecroisement seront créées ou reprises entre les échangeurs de la porte d'Angleterre et celui de la vallée des jardins pour 2014 dans le cadre du programme de modernisation des itinéraires routiers nationaux.

## Travaux

### Création d'une troisième voie

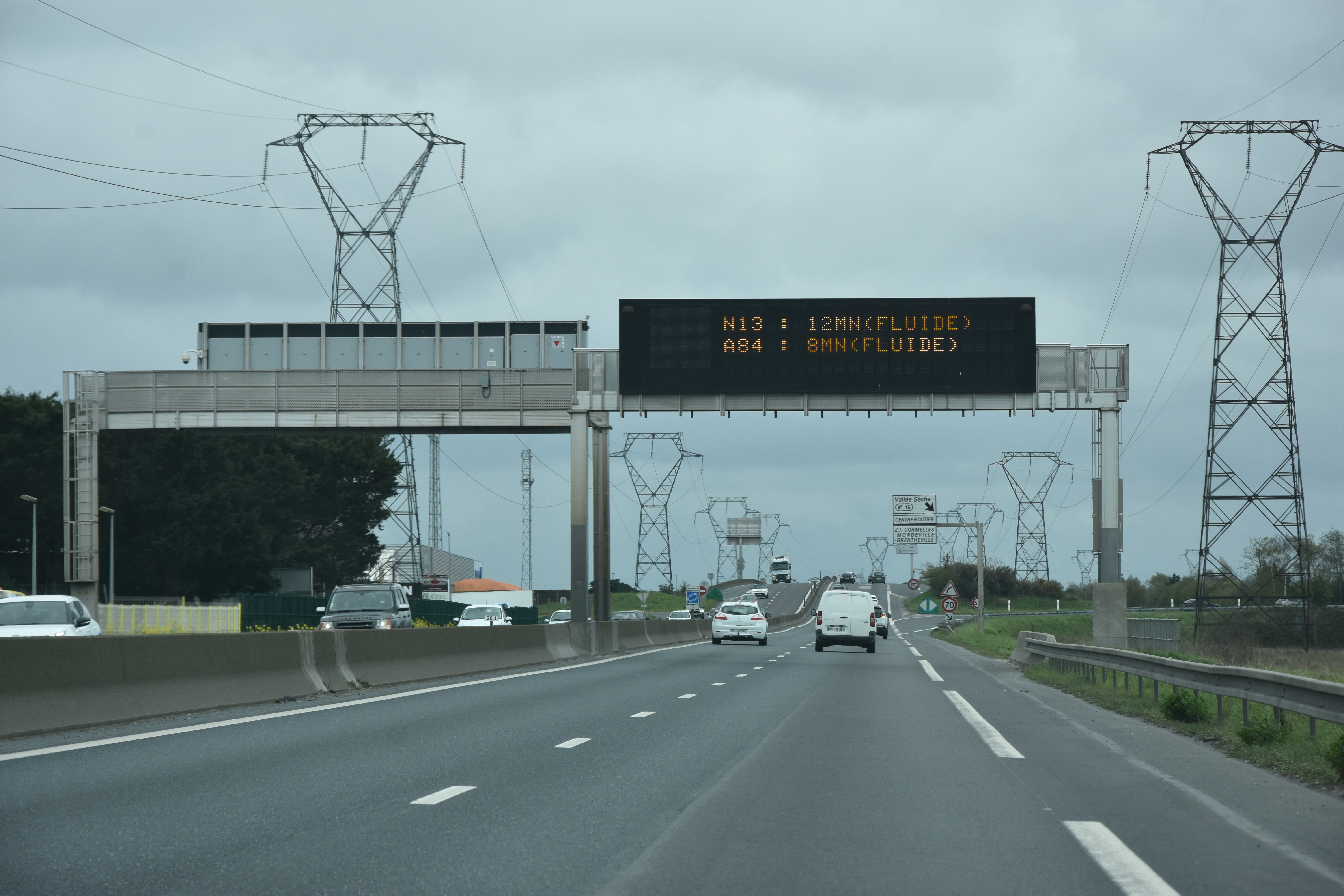
Panneaux d'information sur périphérique de Caen à hauteur de Cormelles-le-Royal

Le passage à deux fois trois voies du boulevard du périphérique nord, avec le doublement du viaduc, est étudié par le service des études routières du ministère de l'Équipement dès le milieu des années 1990.
Afin de désengorger la partie du nord du périphérique, une troisième voie est prévue entre le viaduc de Calix et le Chemin-Vert (sans doublement du viaduc). Les travaux débutent en mars 2017 par des travaux préliminaires d’abattage des arbres le long de la section concernée.

## Projets
Deux projets de nouvelles voies routières sont censés à terme désengorger le boulevard périphérique : 
- au nord et à l'est, une série de nouvelles voies, appelée Liaison Inter Quartier Nord (LIQN), reliant le boulevard Jean Moulin (sortie no 6) à la route départementale 403 (sortie no 1) ;
- au sud, le contournement sud de Caen reliant l'autoroute A13 à la RD 562 (sortie no 11).